# Small Astronomy Satellite 3
Der Small Astronomy Satellite 3 (auch SAS-C, SAS-3 oder Explorer 53) war ein Röntgensatellit der NASA.

## Mission
SAS-3 wurde am 7. Mai 1975 mit einer Scout-Rakete von der San-Marco-Plattform aus in eine niedrige äquatoriale Erdumlaufbahn gebracht. Der Satellit war spinstabilisiert, die Drehbewegung konnte aber auch zur Beobachtung einzelner Objekte zeitweise angehalten werden. Die Mission endete im April 1979.
SAS-3 verfügte über vier verschiedene Experimente, die Röntgenstrahlen mit Energien zwischen 0,1 und 60 keV nachweisen konnten. Besonderen Wert war auf gute Positionsbestimmung von Röntgenquellen mit einer Genauigkeit von etwa 15 Bogensekunden gelegt worden, um sie besser mit bekannten Himmelsobjekten identifizieren zu können. Dadurch konnten Quellen mit Röntgenausbrüchen mit engen Doppelsternen identifiziert werden und bestimmte Röntgenquellen als weiße Zwerge, Quasare und Kerngebiete von Kugelsternhaufen erkannt werden.